# Virginia Houston
Virginia Houston fou una assistent social i poeta del Renaixement de Harlem. La seva poesia té imatges eròtiques. Un dels seus poemes, "Class Room" es va publicar en la primera edició del llibre editat per Maureen Honey, Shadowed Dreams: Women's Poetry of Harlem Renaissance (1989), una antologia de les poetes del Renaixement de Harlem. Virgina fou el model pel personatge Clara del llibre de Ruth Seid, The Changelings. També va exercir de treballadora social.